# Cruz de los Naranjos
Cruz de los Naranjos är en ort i Mexiko.   Den ligger i kommunen Amatlán de los Reyes och delstaten Veracruz, i den sydöstra delen av landet, 240 km öster om huvudstaden Mexico City. Cruz de los Naranjos ligger 1 193 meter över havet och antalet invånare är 147.
Terrängen runt Cruz de los Naranjos är huvudsakligen kuperad, men åt sydost är den platt. Runt Cruz de los Naranjos är det tätbefolkat, med 570 invånare per kvadratkilometer. Närmaste större samhälle är Córdoba, 8,5 km sydväst om Cruz de los Naranjos. Trakten runt Cruz de los Naranjos består till största delen av jordbruksmark.